# Chalfant Gasoline Motor Car Company
Chalfant Gasoline Motor Car Company war ein US-amerikanischer Hersteller von Automobilen.

## Unternehmensgeschichte
Das Unternehmen wurde 1905 in Lenover in Pennsylvania gegründet. Harry Chalfant, Millard F. Chalfant und W. Howard Chalfant leiteten es. Horace S. Boyd und William Michener waren ebenfalls im Unternehmen tätig. Sie stellten von 1905 bis 1912 Automobile her, die als Chalfant vermarktet wurden. Insgesamt entstanden etwa 50 Fahrzeuge.

## Fahrzeuge
Das erste Modell hatte einen wassergekühlten Zweizylindermotor mit 22 PS Leistung. Er trieb über ein Planetengetriebe und zwei Ketten die Hinterachse an. Der Radstand betrug 229 cm. Anfangs war nur ein Tourenwagen erhältlich, der 1200 US-Dollar kostete. Ein Runabout mit dem gleichen Fahrgestell war auf Wunsch ebenfalls lieferbar.
1907 kostete der Tourenwagen 1300 Dollar. Der Runabout wurde nicht mehr genannt.
1908 kam ein Modell mit einem Vierzylindermotor heraus. Chalfant orderte Teile für zwölf Fahrzeuge.